# Hans Winckelmann (Betriebswirt)
Hans Ernst Günter Winckelmann (* 2. Mai 1903 in Eisenach; † 4. Juni 1997 in Berlin) war ein deutscher Betriebswirt. Er war von 1958 bis 1968 Präsident des Rechnungshofes von Berlin.

## Werdegang
Winckelmann wurde als Sohn eines Lotteriehauptkollekteurs geboren. Er promovierte 1931 an der Handelshochschule Berlin zum Dr. oec. und war von 1933 bis 1958 als Wirtschaftsprüfer tätig. Von 1958 bis 1968 war er Präsident des Rechnungshofes Berlin.
Nach Habilitation lehrte er ab 1949 als Privatdozent an der Freien Universität Berlin, 1961 wurde er daselbst zum Honorarprofessor für Betriebswirtschaftslehre ernannt.

## Ehrungen
- 1968: Großes Verdienstkreuz mit Stern der Bundesrepublik Deutschland